# Forbesganj
Forbesganj ist eine Stadt im indischen Bundesstaat Bihar nahe der Grenze zu Nepal. Die Stadt erhielt ihren heutigen Namen von ihrem einstigen britischen Bezirkskollektor und Gemeindekommissar mit dem Nachnamen Forbes.
Die Stadt ist Teil des Distrikts Araria. Forbesganj hat den Status eines Nagar Parishad. Die Stadt ist in 25 Wards gegliedert. Sie hatte am Stichtag der Volkszählung 2011 insgesamt 50.475 Einwohner, von denen 26.524 Männer und 23.951 Frauen waren. Hindus bilden mit einem Anteil von über 68 % die größte Gruppe der Bevölkerung in der Stadt gefolgt von Muslimen mit über 29 %. Die Alphabetisierungsrate lag 2011 bei 78,64 % und damit über dem nationalen Durchschnitt.
Der Bahnhof von Forbesganj liegt an der Strecke von Delhi nach Haora.